# کی-۹ (فیلم)
کی-۹ (انگلیسی: K-۹) فیلمی در ژانر اکشن-کمدی با بازی جیم بلوشی و مل هاریس، و به کارگردانی رود دنیل است که در سال ۱۹۸۹ توسط استودیو یونیورسال منتشر شد. فیلم‌نامهٔ آن را استیون سیگل و اسکات مایرز نوشته و لارنس گوردون تهیه‌کننده آن می‌باشد.

## بازیگران
- جیم بلوشی
- اد اونیل
- دانیال دیویس
- پروییت تیلور وینس
- آلن بلومنفلد
- ویلیام سدلر
- دن کستلانتا
- مل هاریس
- شرمان هاوارد
- جیمز هندی
- کاتر اسمیت